# Georg Gottfried Gervinus
Georg Gottfried Gervinus (Darmstadt, 20 de maio de 1805 – Heidelberg, 18 de março de 1871) foi um historiador e político nacional-liberal alemão.
Gervinus notabilizou-se sobretudo pela sua "História da literatura nacional alemã" (Geschichte der deutschen Nationalliteratur), publicada entre 1835 e 1942. O seu "Fundamentos de teoria da história" (Grundzüge der Historik), de 1837, é também um escrito importante no contexto da história do pensamento histórico alemão. 
Em 1848, Gervinus foi deputado do mal-sucedido Parlamento de Frankfurt. Ao contrário da imensa maioria dos historiadores acadêmicos alemães da época, Gervinus era simpatizante do ideário político democrático.

## Obras
- Geschichte der poetischen National-Literatur der Deutschen, 5 Bde., 1835-1842
- Grundzüge der Historik, 1837
- Einleitung in die Geschichte des neunzehnten Jahrhunderts, 1853
- Geschichte des neunzehnten Jahrhunderts seit den Wiener Verträgen, 8 Bde., 1855-1866
- G. G. Gervinus Leben. Von ihm selbst, 1860, 1893